# Gottfried Wagner
Gottfried Wagner (Bayreuth, 13 de abril de 1947) es un musicólogo, publicista y escritor hijo de Wolfgang Wagner y Ellen Drexel. Bisnieto de Richard Wagner, nieto de Siegfried Wagner e hijo de Wolfgang, estudió filosofía, filología alemana y se doctoró con una tesis sobre Kurt Weill y Bertolt Brecht.
Es fundador del grupo de diálogo posholocausto, y, en una obra aparecida en 1997, criticó la complaciente actitud de su padre ante el pasado y sus complicidades con el nacionalsocialismo.
Sus hermanas son Eva Wagner-Pasquier (*1945) y la directora de escena Katharina Wagner (*1978), sucesoras en la dirección del célebre Festival de Bayreuth. Se casó con Beatrix Kraud y Teresina Rossetti; reside en Italia desde 1983, en 1991 adoptó a su hijo Eugenio Wagner, huérfano en Rumania.